# 紀家廟駅
座標: 北緯39度50分52秒 東経116度19分29秒 / 北緯39.847771度 東経116.324699度
紀家廟駅（きかびょうえき）は、北京市豊台区に位置する北京地下鉄10号線の駅。

## 駅構造
島式ホーム1面2線を有する地下駅。

## 歴史
- 2012年12月30日 - 開業。

## 隣の駅
北京地下鉄
■10号線
草橋駅 - 紀家廟駅 - 首経貿駅